# Jurmo

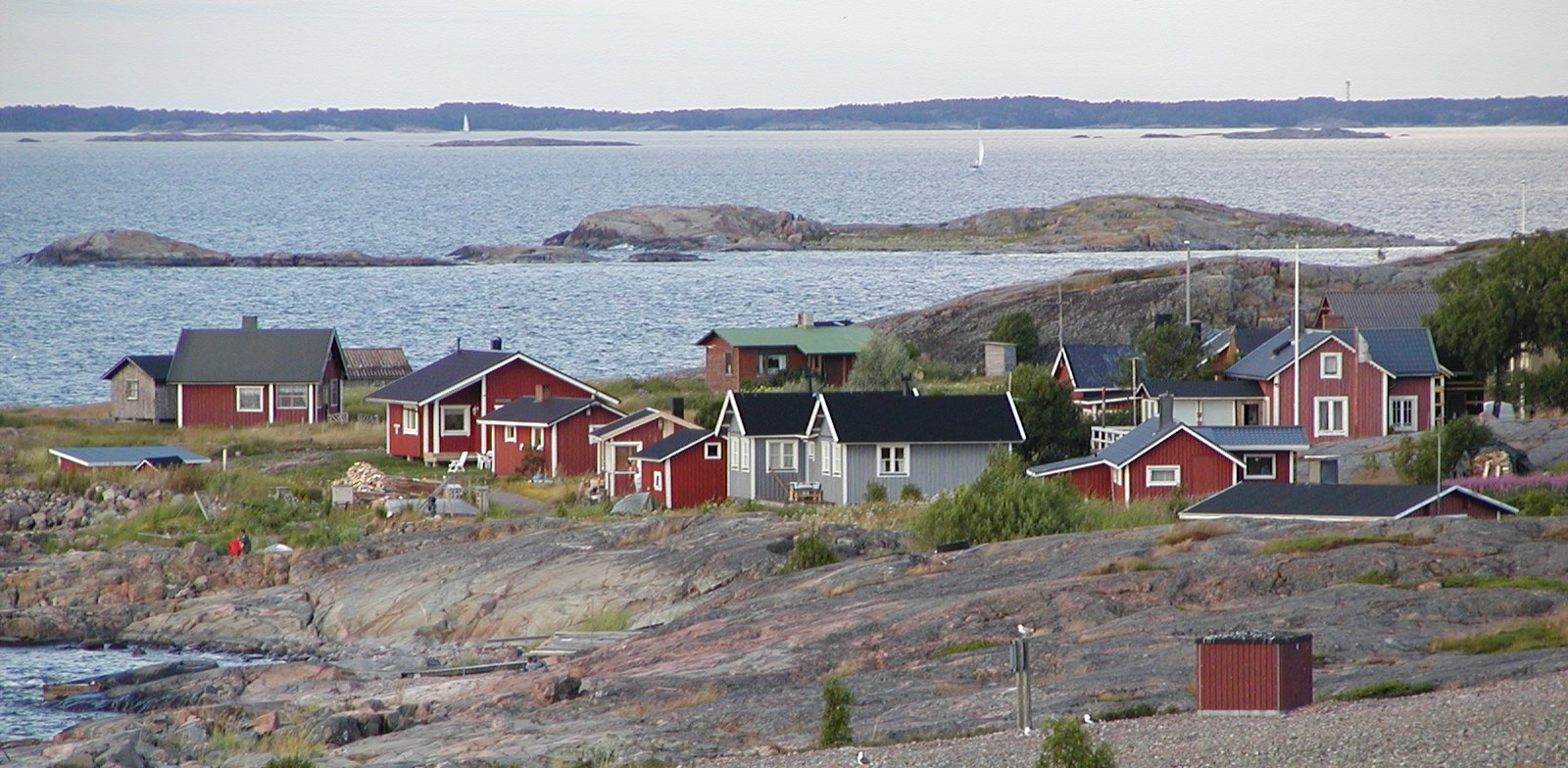
Rybářská vesnice na Jurmo

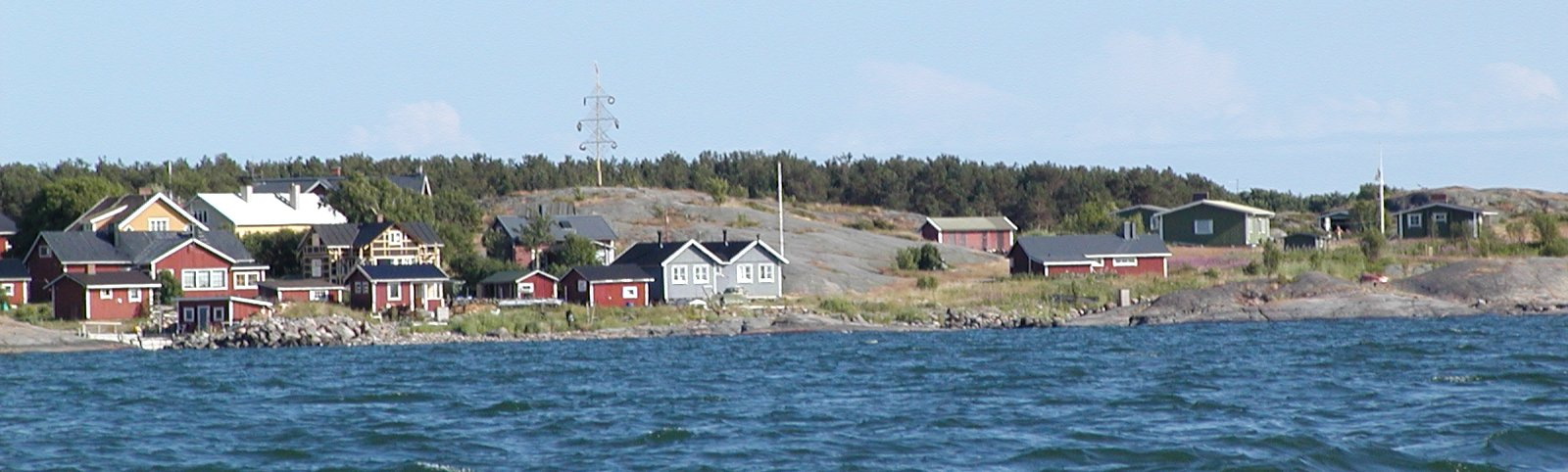
Severní břeh ostrova Jurmo.

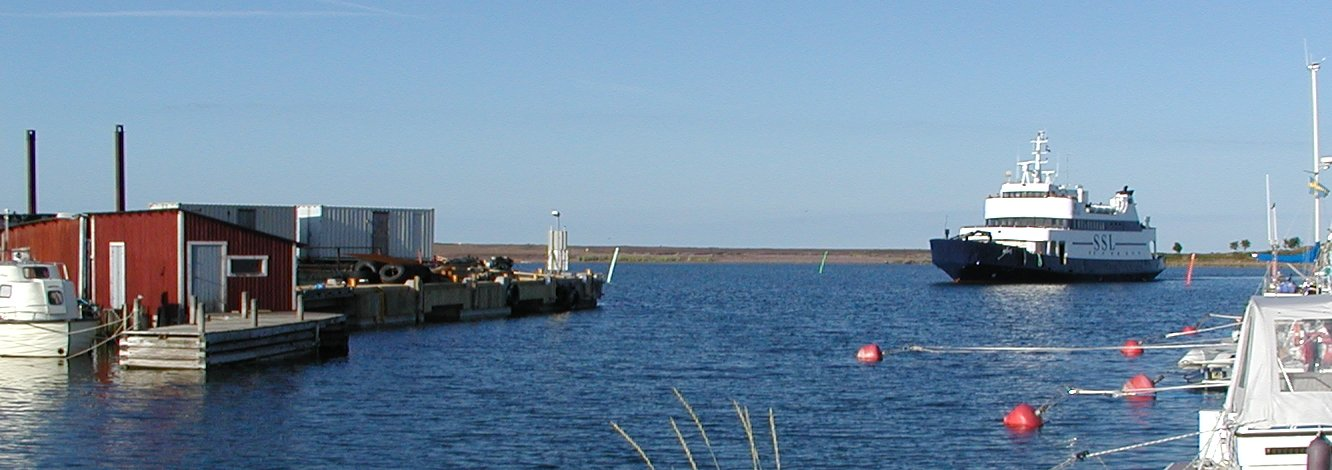
Loď M/S Aspo se blíží k ostrovu Jurmo.

Jurmo je ostrov a vesnice spadající pod obec Korppoo, nacházející se v Ostrovním moři poblíž Turku ve Finsku. Tento ostrov leží na jih od ostrova Korppoo a 13 km severovýchodně od ostrova Utö, je protáhlého tvaru s délkou 5 km a průměrnou šířkou 1 km. Ostrov má od roku 1846 svůj vlastní kostel a ornitologickou observatoř. Kromě toho zde je malý obchůdek s potravinami a suvenýry. Ačkoliv na ostrově se nachází jen asi desítka trvalých obyvatel, v letních měsících se k nim přidávají také skupinky sezónních návštěvníků.
Ostrov Jurmo byl vytvořen během doby ledové a jako jeden z mála zdejších ostrovů není tvořen pouze skálou, ale také je obklopen velkým množstvím štěrku. Jedná se o vzdálené pokračování třetího hřbetu Salpausselkä.
Na ostrov je možno se dopravit trajektem M/S Baldur, které se plaví na lince z Nagu na ostrov Utö.